# کنی بیچ
کنی بیچ (انگلیسی: Kenny Beech؛ زادهٔ ۱۸ مارس ۱۹۵۸) بازیکن فوتبال اهل بریتانیا است.
از باشگاه‌هایی که در آن بازی کرده‌است می‌توان به باشگاه فوتبال استافورد رانجرز، باشگاه فوتبال پیتربورو یونایتد، باشگاه فوتبال پورت ویل، و باشگاه فوتبال والسال اشاره کرد.